# Seeschlacht bei Naxos
Die Schlacht von Naxos war eine Seeschlacht zwischen den Athenern und den Spartanern im Jahre 376 v. Chr., die vor der Ägäisinsel Naxos ausgetragen wurde.
Im Jahre 377 v. Chr. hatte Athen den Zweiten Attischen Seebund gegründet, wobei die Athener darauf bedacht waren, Sorgen der Bündnispartner – Athen würde den Bund dominieren und ihre Autonomie gefährden – durch entsprechende Garantien zu zerstreuen. Sparta sah in der Seebundpolitik allerdings seine eigene Hegemonialpolitik gefährdet und versuchte, den Anschluss von Städten an den Bund zu verhindern.
Im Jahr 376 v. Chr. blockierte eine spartanische Flotte von 60 Schiffen den Saronischen Golf und unterbrach damit die Getreidetransporte Athens. Die Athener stellten eine Flotte von 80 Trieren unter dem Befehl des Chabrias auf und griffen die spartanischen Schiffe an. Vor Naxos kam es zur entscheidenden Schlacht, in der die Athener siegreich waren.
Dieser Erfolg sicherte Athen erneut die Seeherrschaft in der Ägäis und bewirkte den Beitritt der Kykladen und einiger weiterer Inseln zum athenischen Bündnis.